# ديفيد ويلينغتون
ديفيد ويلينغتون هو مخرج منفذ وكاتب سيناريو ومخرج كندي، ولد في 1963 في كندا.

## وصلات خارجية
- ديفيد ويلينغتون على موقع IMDb (الإنجليزية)
- ديفيد ويلينغتون على موقع ألو سيني (الفرنسية)
- ديفيد ويلينغتون على موقع أول موفي (الإنجليزية)
- ديفيد ويلينغتون على موقع قاعدة بيانات الأفلام السويدية (السويدية)
- ديفيد ويلينغتون على موقع إن إن دي بي (الإنجليزية)
- ديفيد ويلينغتون على موقع قاعدة بيانات الفيلم (الإنجليزية)
- ديفيد ويلينغتون على موقع كينوبويسك (الروسية)